# Anatolij Weniczenko
Anatolij Iwanowycz Weniczenko, ukr. Анатолій Іванович Вениченко, ros. Анатолий Иванович Вениченко, Anatolij Iwanowicz Wieniczienko (ur. 23 lutego 1938 w Mariupolu, Ukraińska SRR, zm. 2011 w Mariupolu, Ukraina) – ukraiński piłkarz i trener piłkarski.

## Kariera piłkarska

### Kariera klubowa
W 1954 rozpoczął karierę piłkarską w drużynie Awanhard Żdanow. W 1957 został powołany do służby wojskowej, podczas której bronił barw SK Czernihów. Potem studiował we Lwowskim Państwowym Instytucie Pedagogicznym, a w 1962 występował w Silmaszu Lwów, po czym zakończył karierę piłkarza.

## Kariera trenerska
Po zakończeniu kariery piłkarskiej rozpoczął pracę szkoleniowca. W rundzie drugiej sezonu 1966 dołączył do sztabu szkoleniowego klubu Azoweć Żdanow. Od 1966 trenował drużynę rezerw Azowca Żdanow, który potem zmienił nazwę na Metałurh Żdanow. W 1974 pomagał trenować Łokomotyw Żdanow. Następnie pracował z dziećmi w Szkole Sportowej w Żdanowie. Na początku 1981 stał na czele Nowatora Żdanow, którym kierował do sierpnia 1982. Do 1990 roku trenował juniorów Nowatora, a następnie pracował jako trener piłki nożnej w szkole nr 30, w Szkole Sportowej nr 3 w Żdanowie, HSK Azoweć i Metałurh. Szkolił dzieci, dopóki jego, jedzącego rowerem, nie potrącił samochód. Po wyjściu ze szpitala przeszedł na emeryturę.
W 2011 zmarł w wieku 75 lat.